# 子易神社
子易神社（こやすじんじゃ）は、東京都板橋区の神社。

## 概要
創建年代は不明である。富士山本宮浅間神社（現富士山本宮浅間大社）から分霊を勧請して創建したと伝えられており、安産・子育の神として崇敬されてきた。
かつては「子安宮」「子安明神社」と呼ばれており、福生寺（現在は廃寺）が別当寺であった。明治時代の神仏分離政策により、福生寺から切り離され「子易神社」に改称した。
福生寺から切り離されたものの、この福生寺が廃寺になってしまったため、本尊の観音菩薩像は結局当社が預かることになり、現在は境内の「子安観音堂」に安置されている。

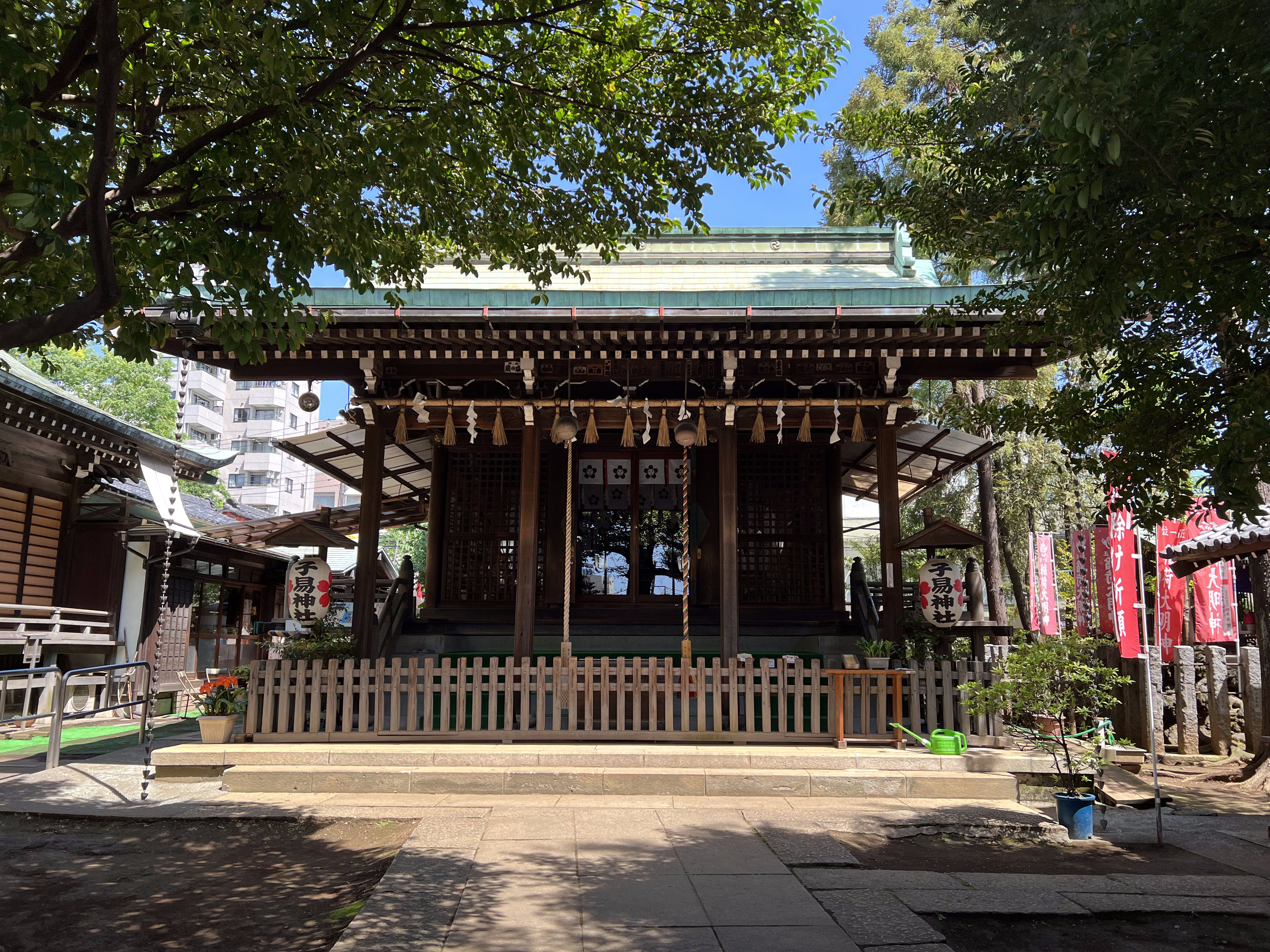
拝殿

## 摂末社
- 稲荷神社
- 諏訪神社

## 境内仏殿
- 子安観音堂
- 胸突地蔵堂

## 氏子区域
- 板橋2丁目1-1～55-4
- 大山金井町
- 大山東町1-1～29-1
- 幸町1

## 交通アクセス
- 大山駅より徒歩10分。